# پامیات کوموناروف
پامیات کوموناروف (به لاتین: Pamyat Kommunarov) یک منطقهٔ مسکونی در روسیه است که در سرزمین آلتای واقع شده‌است.